# Cheick Tioté
Cheick Ismael Tioté (phát âm tiếng Pháp: [ʃɛik ismaɛl tjote], sinh ngày 21 tháng 6 năm 1986 - mất ngày 5 tháng 6 năm 2017) là một cố cầu thủ bóng đá người Bờ Biển Ngà.

## Sự nghiệp
Sinh ra ở Yamoussoukro, anh bắt đầu chơi bóng đá đường phố với chân không mang giày, không sở hữu một đôi giày đá bóng cho đến khi lên 15 tuổi, khi anh bắt đầu sự nghiệp với đội trẻ FC Bibo. Anh đã có trận đấu đầu tiên trong sự nghiệp vào năm 2005 với Anderlecht của Bỉ. Năm 2008, sau khi anh được cho Roda JC mượn, anh đã gia nhập câu lạc bộ FC Twente của Hà Lan, và giành lấy danh hiệu Eredivisie trong mùa giải thứ hai của anh. Sau đó, anh ký hợp đồng với Newcastle United ở Anh với giá 3,5 triệu bảng. Tioté đã có tổng cộng 156 chơi trận cho Newcastle trong 6 mùa rưỡi, ghi được một 1 bàn thắng. Vào tháng 2 năm 2017, anh đã gia nhập Bắc Kinh Bát Hỷ (Beijing Enterprises) tại Giải bóng đá hạng nhất Trung Quốc, nơi anh đã qua đời vào tháng sáu trong một buổi tập với đội bóng, ở tuổi 30.
Tioté đã chơi 52 lần cho đội tuyển bóng đá quốc gia Bờ Biển Ngà từ năm 2009 đến năm 2015, ghi được 1 bàn.

## Qua đời
Vào ngày 5 tháng 6 năm 2017, khi đang tập luyện trong cùng các đồng đội tại câu lạc bộ Beijing Enterprises, Tioté đột ngột ngất xỉu và được đồng đội đưa vào bệnh viện cấp cứu nhưng không qua khỏi và qua đời khi gần 31 tuổi.

## Thống kê sự nghiệp

### Câu lạc bộ
Tính đến 3 tháng 6 năm 2017
| Câu lạc bộ          | Mùa giải            | Giải đấu            | Giải đấu | Giải đấu | Cúp quốc gia | Cúp quốc gia | Cúp liên đoàn | Cúp liên đoàn | Châu Âu | Châu Âu | Tổng cộng | Tổng cộng |
| Câu lạc bộ          | Mùa giải            | Hạng                | Trận     | Bàn      | Trận         | Bàn          | Trận          | Bàn           | Trận    | Bàn     | Trận      | Bàn       |
| ------------------- | ------------------- | ------------------- | -------- | -------- | ------------ | ------------ | ------------- | ------------- | ------- | ------- | --------- | --------- |
| Anderlecht          | 2005–06             | First Division      | 2        | 0        | 1            | 0            | —             | —             | 1       | 0       | 4         | 0         |
| Anderlecht          | 2006–07             | First Division      | 2        | 0        | 0            | 0            | —             | —             | 0       | 0       | 2         | 0         |
| Anderlecht          | Tổng cộng           | Tổng cộng           | 4        | 0        | 1            | 0            | —             | —             | 1       | 0       | 6         | 0         |
| Roda JC (mượn)      | 2007–08             | Eredivisie          | 26       | 2        | 0            | 0            | —             | —             | —       | —       | 26        | 2         |
| Twente              | 2008–09             | Eredivisie          | 28       | 0        | 3            | 0            | —             | —             | 10      | 0       | 41        | 0         |
| Twente              | 2009–10             | Eredivisie          | 28       | 1        | 3            | 0            | —             | —             | 12      | 0       | 43        | 1         |
| Twente              | 2010–11             | Eredivisie          | 2        | 0        | 0            | 0            | —             | —             | 0       | 0       | 2         | 0         |
| Twente              | Tổng cộng           | Tổng cộng           | 58       | 1        | 6            | 0            | —             | —             | 22      | 0       | 86        | 1         |
| Newcastle United    | 2010–11             | Premier League      | 26       | 1        | 1            | 0            | 1             | 0             | —       | —       | 28        | 1         |
| Newcastle United    | 2011–12             | Premier League      | 24       | 0        | 0            | 0            | 0             | 0             | —       | —       | 24        | 0         |
| Newcastle United    | 2012–13             | Premier League      | 24       | 0        | 0            | 0            | 1             | 0             | 6       | 0       | 31        | 0         |
| Newcastle United    | 2013–14             | Premier League      | 33       | 0        | 1            | 0            | 2             | 0             | —       | —       | 36        | 0         |
| Newcastle United    | 2014–15             | Premier League      | 11       | 0        | 1            | 0            | 0             | 0             | —       | —       | 12        | 0         |
| Newcastle United    | 2015–16             | Premier League      | 20       | 0        | 1            | 0            | 1             | 0             | —       | —       | 22        | 0         |
| Newcastle United    | 2016–17             | Championship        | 1        | 0        | 2            | 0            | 0             | 0             | —       | —       | 3         | 0         |
| Newcastle United    | Tổng cộng           | Tổng cộng           | 139      | 1        | 6            | 0            | 5             | 0             | 6       | 0       | 156       | 1         |
| Beijing Enterprises | 2017                | China League One    | 11       | 0        | 0            | 0            | —             | —             | —       | —       | 11        | 0         |
| Tổng cộng sự nghiệp | Tổng cộng sự nghiệp | Tổng cộng sự nghiệp | 238      | 4        | 13           | 0            | 5             | 0             | 29      | 0       | 285       | 4         |

1. ↑  Bỉ – Belgian Cup; Hà Lan – KNVB Cup; Anh – FA Cup
2. ↑  Anh – League Cup

### Quốc tế
Tính đến 12 tháng 7 năm 2016.
| Đội tuyển quốc gia | Năm       | Trận | Bàn |
| ------------------ | --------- | ---- | --- |
| Bờ Biển Ngà        | 2009      | 2    | 0   |
| Bờ Biển Ngà        | 2010      | 13   | 0   |
| Bờ Biển Ngà        | 2011      | 4    | 0   |
| Bờ Biển Ngà        | 2012      | 11   | 0   |
| Bờ Biển Ngà        | 2013      | 8    | 1   |
| Bờ Biển Ngà        | 2014      | 10   | 0   |
| Bờ Biển Ngà        | 2015      | 4    | 0   |
| Tổng cộng          | Tổng cộng | 52   | 1   |

### Bàn thắng quốc tế
| #  | Ngày               | Địa điểm                                         | Đối thủ | Bàn thắng | Kết quả | Giải đấu |
| -- | ------------------ | ------------------------------------------------ | ------- | --------- | ------- | -------- |
| 1. | 3 tháng 2 năm 2013 | Sân vận động Royal Bakofeng, Rustenburg, Nam Phi | Nigeria | 1–1       | 1–2     | CAN 2013 |

## Danh hiệu
Anderlecht
- Belgian League: 2005–06, 2006–07
- Belgian Super Cup: 2006

Twente
- Eredivisie: 2009–10
- Dutch Super Cup: 2010

Đội tuyển Bờ Biển Ngà
- Cúp bóng đá châu Phi: 2015